# Baktrozaur
Baktrozaur (Bactrosaurus johnsoni),  maczugowaty jaszczur – roślinożerny dinozaur z rodziny hadrozaurów (Hadrosauridae). Spokrewniony z lambeozaurem. Był jednym z pierwszych kaczodziobów nieposiadających grzebienia na głowie.
Żył w późnej kredzie (ok. 97–85 mln lat temu) na terenach Azji. Długość ciała ok. 6 m, wysokość ok. 2 m, masa ok. 1,5–3 t. Jego szczątki znaleziono w Chinach (Mongolia Wewnętrzna) i w Mongolii.
Posiadał setki zębów w tylnej części szczęki. Służyły mu one do rozdrabniania pokarmu roślinnego na miazgę. Jego pokarm stanowiły twarde igły drzew szpilkowych, gałęzie i nasiona. Miał masywniejsze ciało niż inne hadrozaury.